# Drôles de zèbres
Pour plus de détails, voir Fiche technique et Distribution.
Drôles de zèbres est une comédie française réalisé par Guy Lux en 1977.

## Synopsis
Deux chômeurs, ruinés par des paris hippiques, se font passer pour des agents spéciaux auprès d'un industriel qui leur demande de faire fuir les clients d'un hôtel qu'il désire racheter ensuite à bas prix, celui-ci comportant un souterrain qui mène directement dans la banque des émirs en Suisse. Ils découvrent bientôt que le directeur de l'hôtel a mis au point une substance dopante pour les chevaux qui lui permet de gagner facilement aux courses...

## Fiche technique
- Titre : Drôles de zèbres
- Réalisation : Guy Lux
- Scénario : Guy Lux
- Production : Jean-Pierre Rawson et Anne-Marie Toursky pour Alexia Films
- Musique : Jean-Pierre Doering
- Image : Georges Barsky
- Montage : Pierre Gillette
- Date de sortie : 23 mars 1977

## Distribution
- Sim : Napoléon Simfrid / La Baronne de la Tronchembiais
- Alice Sapritch : Gilda Simfrid
- Patrick Préjean : Jean
- Jean-Paul Tribout : Pierre
- Corinne Le Poulain : Solange
- Jean-Paul Barkoff : Le terroriste
- Mario David : Grégorian
- Michel Leeb : Le laveur de carreaux
- Jacques Legras : Jardine, le directeur de l'hôtel
- Anne Libert : Une cliente de l'hôtel
- Pierre-Louis : Le réceptionniste de l'hôtel
- Max Montavon : Le client homosexuel
- Pierre Olaf : L'émir du Chokoweit
- Manu Pluton : Amine
- Raymond Bussières : Le vieux client de l'hôtel
- Annette Poivre : Sara, la vieille cliente de l'hôtel
- André Pousse : L'homme de mauvais conseil
- Katia Tchenko : La cliente nymphomane
- Patrick Topaloff : Anatole Fridum, le chauffeur
- Jean-Jacques Vuillermin : Le nonce apostolique
- Léon Zitrone : Le commentateur hippique
- Petula Clark : Miss Clark
- Coluche : Le chef des cuisines / Quelques clients mécontents
- Annie Cordy : La véritable baronne Jacinthe de la Tronchembiais
- Guy Lux : Lui-même
- Claude François : Lui-même
- Les Clodettes : Elles-mêmes
- André Torrent : Lui-même
- Arlette Thomas : Titi (voix)
- Georges Aminel : Grosminet (voix)

## À propos du film
- Pour son premier (et unique) film en tant que réalisateur, Guy Lux s’inspire des courses de chevaux, un sujet qui le passionne. On retrouve aussi dans le film son ami Léon Zitrone en commentateur de courses hippiques, tâche qu’il effectua maintes fois à la radio ou à la télévision.
- Sim reprend son personnage de la Baronne de la Tronchembiais qu’il interpréta de nombreuses fois au cabaret.
- Coluche y reprend aussi un de ses personnages fétiches, Monsieur Moulinot, extrait de son sketch Le Schmilblick, parodie de l’émission de télévision Le Schmilblic.
- C'est l’unique film dans lequel le chanteur Claude François joue. Ce dernier était alors en tournée et passait à proximité du lieu de tournage, il y incarne son propre rôle.
- Les chanteurs Johnny Hallyday et Eddy Mitchell refusèrent  de jouer dans le film.
- L’Hôtel Royal à Évian-les-Bains et ses abords sont le lieu de tournage d'une grande partie du film.
- Le zèbre du film est en réalité un cheval grimé, abattu à la suite d'un accident de tournage l'ayant grièvement blessé.
- Ce film n'est plus diffusé sur les grandes chaines généralistes depuis 1984.

Le film est un échec commercial à sa sortie (plus de 492 000 entrées) et reçoit les foudres de la critique. Par la suite, Guy Lux ne réalisera plus de film et se concentrera sur sa carrière d’animateur de télévision et de producteur.